# شهرستان جغتای
شهرستان پخجغتای به مرکزیت قله جغتای، یکی از شهرستان‌های غرب استان خراسان رضوی، ایران می‌باشد. این شهرستان در سال ۱۳۸۶ از شهرستان سبزوار جدا و مستقل شده‌است.
جغتایی ها جدشان به پسر چنگیز خان مغول یعنی جُغتای می‌رسد و از ترس اینکه مغولان حمله کنند اسم شهر را جغتای گذاشتند .
این روستا که شهر شد یک دانه اثر تاریخی دارد و به غیر آن آثار تاریخی بقیع روستا ها و منطقه هارا می‌دزدد.

## موقعیت جغرافیایی
شهرستان جغتای در شمال شرق کشور و غرب استان خراسان رضوی در بین ۵۶°۳۶ٰ تا ۵۷°۱۶ٰ طول جغرافیایی و ۲۶°۲۵ٰ تا ۳۶°۵۳ٰ عرض جغرافیایی واقع شده‌است. مساحت این شهرستان ۱٬۶۸۵ کیلومتر مربع است و از شمال با شهرستان اسفراین و شهرستان جاجرم؛ از شرق با شهرستان جوین؛ از جنوب به شهرستان داورزن و شهرستان سبزوار و از غرب با شهرستان جاجرم و استان سمنان همجوار است. شهرستان جغتای توسط رشته ارتفاعاتی معروف به هردهٔ جوین در شمال و ارتفاعات جغتای در جنوب محدود شده و رودخانهٔ شور جوین در خط القعر آن از شرق به غرب جریان یافته و پست‌ترین اراضی منطقه را دربرگرفته‌است. جغتای در غربی‌ترین نقطهٔ استان خراسان رضوی و در فاصلهٔ ۳۱۰ کیلومتری از مشهد قرار گرفته‌است.

## وجه تسمیه
برخی از تاریخ‌نویسان بر این باورند که نام جغتای از پسر چنگیزخان مغول گرفته شده اما در نگاه برخی دیگر، واژهٔ جغتای (با تلفظ آن به فتح غ، نه سکون)؛ از دو کلمه «جغ» به معنای آبنوس و «اتای» به معنی پرتاب کردن می‌دانند. این‌ها واژگان مغولی نیستند بلکه ترکی می‌باشند. از این نگاه، علت نامگذاری جغتای این بوده‌است که اهالی این منطقه در قلعه‌ای مستحکم و مرتفع سنگر می‌گرفته‌اند و هنگام هجوم دشمن، درختان آبنوس را به طرف لشکر مهاجم پرتاب می‌کرده‌اند چنان‌که از این درختان هنوز هم چند تایی در باغ‌های شهر جغتای موجود است؛ بنابراین جغتای نام شهری است که با پرتاب چوب‌های آبنوس از آن محافظت می‌شده‌است.

## تاریخ
شهرستان جغتای، بخش وسیعی از ولایت گویان یا کویان قدیم (جوین) را در بر می‌گیرد. در گذشته آزادوار (یکی از روستاهای جغتای) مرکز ولایت جوین بوده‌است. این ولایت، سرزمین یا دشت وسیعی است که دو شهرستان جغتای و جوین امروزی را شامل می‌شود. در معجم‌البلدان یاقوت حموی مرزهای این ولایت وسیع، از بسطام تا نیشابور بوده و در سمت جنوب، به بیهق؛ و در سمت شمال، به جاجرم می‌رسیده‌است. حیات تاریخی جوین به دورهٔ اشکانیان می‌رسد. اعتمادالسلطنه تاریخ بنای گویان را دورهٔ پارتیان (اشکانیان) و بانی آن را گودرز (یکی از پادشاهان سلسلهٔ اشکانی) معرفی نموده‌است. در دورهٔ اسلامی و به ویژه از دورهٔ طاهریان تا اواخر حکومت خوارزمشاهیان یعنی اوایل سدهٔ سوم هجری تا اوایل سدهٔ هفتم هجری، ولایت جوین به مرکزیت آزادوار (از توابع شهرستان جغتای امروزین) از ولایت‌های ربع نیشابور خراسان بود. این ولایت در دوران استیلای مغولان بر ایران در سدهٔ هفتم هجری، تا پایان حکومت صفویان (اوایل سدهٔ دوازدهم هجری)، به مرکزیت فریومد یکی از ولایات خراسان بزرگ بود. مرکزیت ولایت، در دورهٔ افشاریان، به آق‌قلعه منتقل شد و تا پایان حکومت محمدشاه قاجار مرکز ولایت بود. در زمان حاکمیت سلیمان‌خان قلیچی (حاکم این منطقه)، مرکز حاکمیت، از آق‌قلعه به قلعهٔ قارضی (جغتای کنونی منتقل گردید. دوران مرکزیت قلعهٔ قارضی از اواخر دورهٔ حکومت محمدشاه قاجار تا اوایل حکومت ناصرالدین شاه قاجار (تقریبا میان سال‌های ۱۲۲۰ تا ۱۲۲۸ هجری شمسی) بوده‌است. در همین سال‌ها قدرت خاندان قلیچی تنزل یافت و حاکمیت آنان بر منطقه، خاتمه یافت و براساس تدابیر حکومت مرکزی، منطقهٔ گویان (دشت وسیع جوین)، چند سالی به تابعیت بجنورد درآمد. پس از آن ادارهٔ منطقهٔ جوین به یکی از نامزدهای والی خراسان واگذار شد و او به خاطر موقعیت و ارتباطی که با سبزوار داشت، این ولایت را به قلمرو حاکمیتی سبزوار ضمیمه نمود و تقریباً از حدود سال‌های ۱۲۳۰ ه‍.ش بود که سرزمین گویان، به عنوان یکی از مناطق یا بخش‌های تابعهٔ ولایت سبزوار معرفی شد. در این دوران (اوایل دورهٔ حکومت ناصرالدین شاه قاجار تا سال ۱۳۷۵ ه‍.ش)، جغتای مرکز بخش جوین بود و پنج دهستان نقاب، آزادور، خسروشیر، کهنه و براکوه؛ دهستان‌های این بخش را تشکیل می‌دادند. در سال ۱۳۷۵، نقاب از دهستان، به بخش ارتقاء یافت و از همان سال به عنوان مرکز بخش جوین دارای بخشداری شد. از این زمان بود که منطقهٔ جوین از نظر تقسیمات کشوری، به دو بخش جدا از یکدیگر تقسیم گردید و تا سال ۱۳۸۶ ه‍. ش، این منطقه در قالب دو بخش جغتای و نقاب در تابعیت شهرستان سبزوار بود. و سرانجام طی مصوبهٔ دولت در سال ۱۳۸۶، بخش‌های جوین و جغتای، به دو شهرستان مستقل ارتقاء یافتند. اما گرچه منطقهٔ گویان یا جوین بزرگ از نظر تقسیمات کشوری به دو شهرستان جوین و جغتای، تفکیک شده‌است اما مردم این منطقه دارای اشتراکات تاریخی و فرهنگی در هم تنیده و کهن هستند که یادآور سرزمینی یگانه به نام سرزمین گویان است.

## تقسیمات کشوری
- بخش مرکزی
  - دهستان دستوران
  - دهستان جغتای

شهرها: جغتای
- بخش هلالی
  - دهستان میان‌جوین
  - دهستان پایین‌جوین

شهرها: ریواده

## جمعیت و جغرافیای انسانی
جمعیت شهرستان جغتای در سال ۱۴۰۲ ه‍.ش برابر با ۵۴۲۵۰ نفر بوده‌است. زبان ۸۵٪ اهالی این شهرستان، ترکی خراسانی و ۱۵٪ بقیه فارسی و کردی کرمانجی می‌باشد. مردم شهرستان جغتای مسلمان شیعه هستند. اکثر روستاهای این شهرستان به ترکی و برخی روستاهای شهرستان به فارسی و کرمانجی سخن می‌گویند. هلالی جغتایی، سهیلی جغتایی، آهی جغتایی، صبوحی جغتایی و فنایی جغتایی و … از جمله مشاهیر این شهرستان می‌باشند. زادگاه عطاملک جوینی تاریخ‌نگار و ادیب قرن هفتم هجری، روستای آزادوار شهرستان جغتای می‌باشد.